# AmigaOS 4
AmigaOS 4 （简称 OS4 或 AOS4）是 AmigaOS（ 操作系统）的一個分支，運行於使用PowerPC的硬體之上。主要是基于 Commodore 开发 的AmigaOS 3.1原始碼，部分是來自由 Haage & Partner.所開發的3.9版本原始碼。  比利时的公司Hyperion娱乐（Hyperion Entertainment）得到 Amiga, Inc. 的許可，經過五年開發，於2006年12月24日釋出OS 4.0版的「最終更新」給AmigaOne的註冊用戶（最初在2004年4月发布)。

## 歷史

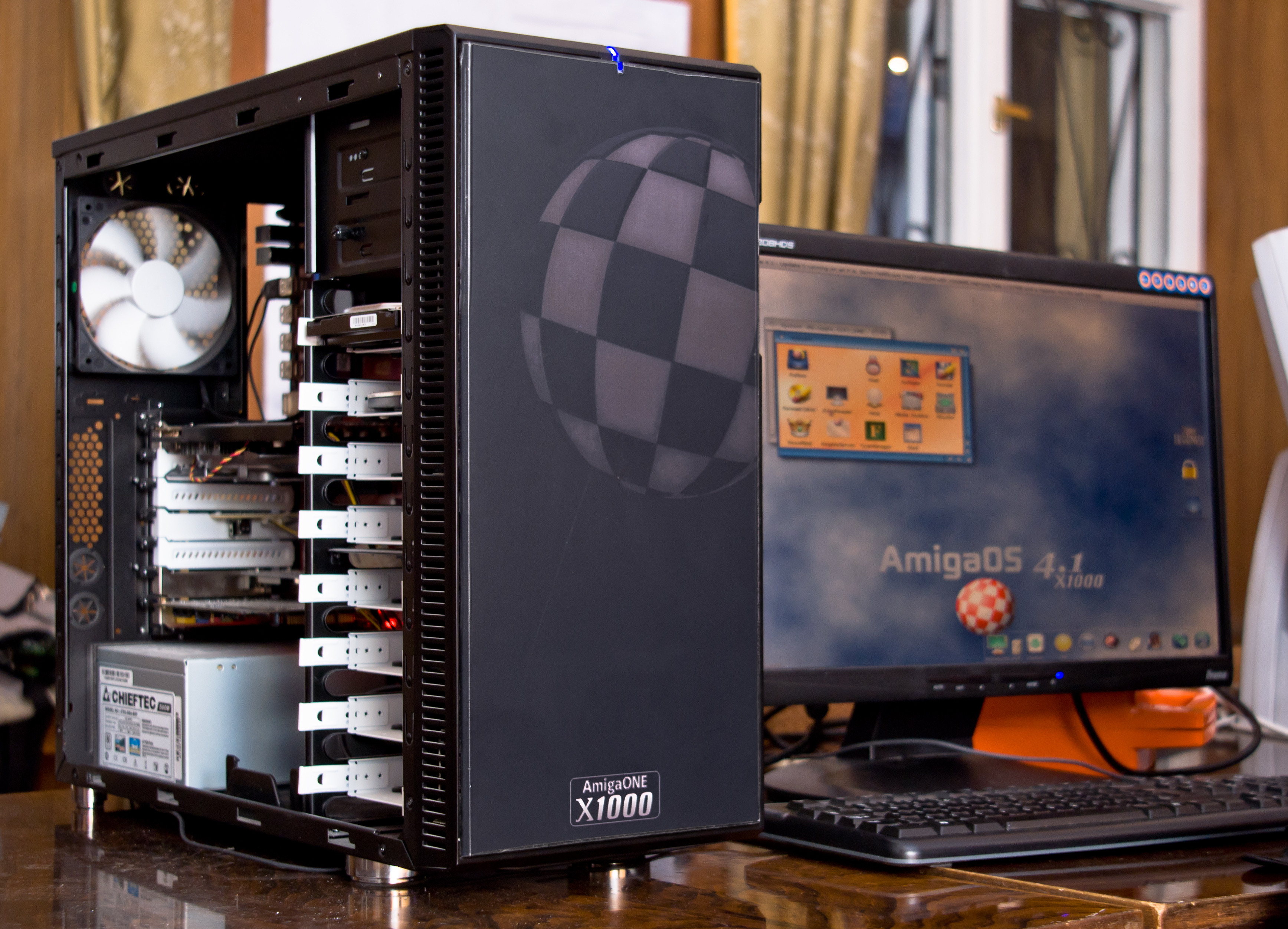
AmigaOne X1000 runninAmigaOS 4.1

在五年的開發期中，AmigaOne 主機的用戶可以從Hyperion的伺服器下載AmigoOS 4.0 預覽版。
在2006年12月20日，Amiga, Inc. 中止了授權Hyperion娛樂公司製造或銷售AmigaOS 4的合約。 不過 AmigaOS 4.0 仍然在2007年12月銷售給安裝了PowerUP加速卡的Amiga機器（先前僅供給開發者與預覽版測試用戶）。 義大利電腦商ACube Systems發表了與AmigaOS 4相容的 Sam440ep 與Sam440ep-flex 主機板，還釋出了名為Moana的第三方開機載入程式（bootloader）, 可以將Sam440ep的AmigaOS 4版本安裝到Mac Mini G4；不過這並不是官方認可的安裝，也沒有支援服務，完成度也有待加強，特別是在驅動程式方面。在Hyperion與Amiga, Inc.進行法律程序之時， OS4仍在持續開發與釋出。
2009年9月30日 Hyperion Entertainment 與 Amiga, Inc. 達成協議，Hyperion 獲得AmigaOS 3.1的特許權，並可銷售 AmigaOS 4與其後續版本（包括 AmigaOS 5 與以後）。 Hyperion 向 Amiga 社群承諾將會像該公司自2001年11月以來所做的一樣，繼續發展與發布 AmigaOS 4.x。

## 描述
AmigaOS 4 大分為工作台（Workbench）與起動台（Kickstart）兩部分。

### 工作台（Workbench）
這是OS4的圖型介面，包括圖型介面的檔案管理器作業系統的應用程式啟動器。還包括了一些工具程式，例如可供輸入文字的記事本程式Notepad、觀看影像與Amigaguide 文件的程式MultiView 、解壓縮程式 Unarc，此外還有 PDF 閱讀器、一些更改圖型介面與作業系統設定的小程式等。

### 起動台（Kickstart）
這包含了作業系統的核心部分。在 AmigaOS 的第4版以前，起動台大部份是儲存在唯讀記憶體（ROM）中，但在OS4改為儲存在硬碟中。
- ExecSG,：先佔式多工核心，由Thomas 與 Hans-Jörg Friedena 授權給Hyperion娛樂使用。[12][13][14]
- Intuition：視窗系統API。
- AmigaDOS與AmigaShell,：AmigaDOS是磁碟作業系統，AmigaShell則是整合命令列介面  (CLI）。命令列介面與圖形使用者介面是互補的，權限相同。
- Petunia：動態編譯（或稱即時編譯， just-in-time compilation ）的Motorola 68020處理器模擬器，用於使用PowerPC處理器的Amiga機器。這使OS4有某種程度的向後相容性，但僅能執行所謂「系統友善」的程式（也就是遵循AmigaOS 3.x的API設計，而未直接與傳統Amiga客製晶片組溝通的程式）。[15] Petunia不能執行的程式（例如大部分與傳統Amiga硬體直接溝通的Amiga遊戲），可以使用UAE模擬器－－它還可以模擬不同的晶片組。